# 부안 (연호)
부안(베트남어: Vũ Anh / 武安 무안 / 1592년 11월 ~ 12월)은 베트남 막 왕조(莫朝)의 감국(監國) 막또안(莫全)의 연호이다.
부안 원년(1592년) 12월, 당안왕(唐安王) 막낀찌(莫敬止)가 자립후 칭제하여 황제에 즉위하였다. 이후, 막낀지의 세력이 확장되면서 막 왕조의 감국인 막또안이 감국을 거두고 스스로 물러나게 된다.

## 개원
- 홍닌(洪寧) 2년 11월 25일[1](그레고리력 1592년 12월 28일)에 막또안이 감국으로 임명되며, 연호를 부안(武安)으로 개원함.[2][3][4]

- 부안(武安) 원년(1592년) 12월에 막낀찌의 칭제 후, 연호를 바오딘(寶定)으로 개원함.[2][3]

## 연대 대조표
| 부안 | 서기 (西紀) | 간지 (干支) | 후 레 왕조 연호 | 명나라 연호     |
| 원년 | 1592년      | 임진 (壬辰) | 꽝흥(光興) 15년 | 만력(萬曆) 20년 |

## 동시대 연호

### 베트남
후 레 왕조(後黎朝)
- 꽝흥(光興) (1578년 ~ 1599년)

### 중국
명(明)
- 만력(萬曆) (1573년 ~ 1620년)

### 일본
- 분로쿠(文祿) (1592년 ~ 1596년)

## 같이 보기
- 베트남의 연호